# Matsushima
Matsushima (jap. 松島) – tu: ogólna nazwa grupy (archipelagu) ok. 250 wysp i wysepek pokrytych sosnami (matsu → sosny, shima → wyspy) w zatoce Matsushima (Matsushima-wan) i częściowo poza nią, w prefekturze Miyagi, w Japonii. 
Od setek lat zatoka Matsushima jest uznawana za jeden z trzech najbardziej malowniczych widoków w Japonii (Nihon-sankei), obok Miyajimy i Ama-no-hashidate. 

## Matsushima: miasto, zatoka, wyspy
Miasto Matsushima (Matsushima-shi), położone pół godziny drogi od Sendai, leży nad zatoką o tej samej nazwie, usianej licznymi wysepkami archipelagu pokrytymi sosnowym lasem. Dobrym sposobem na podziwianie zatoki jest rejs statkiem wycieczkowym. Wiele firm oferuje rejsy okrężne rozpoczynające się i kończące w Matsushimie oraz rejsy łączące Matsushimę z pobliską Shiogamą.
Matsushima została dotknięta trzęsieniem ziemi i tsunami 11 marca 2011 r., ale uniknęła poważnych szkód właśnie dzięki swojemu położeniu w zatoce usianej wyspami. 

## Wyspa Fukuura
Wyspa Fukuura (Fukuura-jima) jest jedną z niewielu wysp dostępnych dla turystów. Można się na nią dostać mostem o długości 252 m, pomalowanym na czerwono. Na wyspie nie ma wiele do zobaczenia oprócz roślin i widoków na zatokę. Jest to naturalny ogród botaniczny z siecią szlaków spacerowych.

## Kanran-tei
Kanran-tei to herbaciarnia pierwotnie zbudowana w Kioto (Kyōto) przez Hideyoshiego Toyotomi (1536/1537–1598), który przekazał ją daimyō Masamune Date (1567–1636) za jego zasługi. Syn Date przeniósł ją w obecne miejsce umożliwiające podziwianie zatoki Matsushima. Kanran-tei oznacza „miejsce do oglądania zmarszczek na wodzie”, ze względu na piękny widok na wodę i okoliczne wyspy.
Herbaciarnia ma dwa pomieszczenia, każde ze złotymi, przesuwanymi panelami (fusuma). Służyły one jako czasowe rezydencje wizytujących żon panów feudalnych, księżniczek i wysłanników sioguna. Za herbaciarnią znajduje się małe muzeum, w którym znajdują się: zbroje, broń, narzędzia i inne pamiątki z czasów feudalnych.

## Galeria

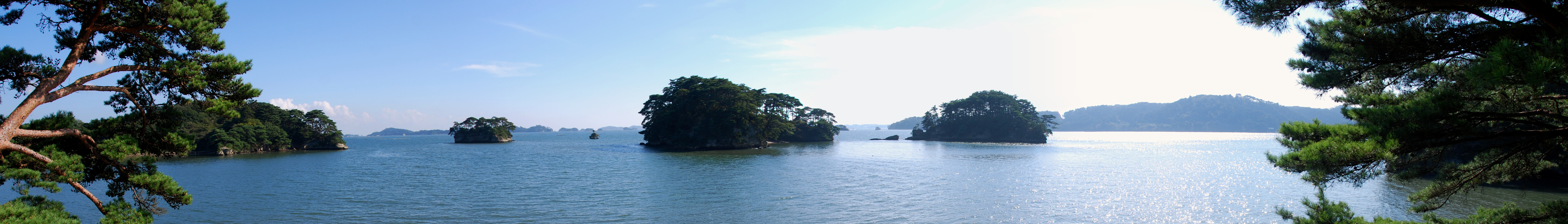
Panorama zatoki Matsushima, widok z wyspy Fukuura

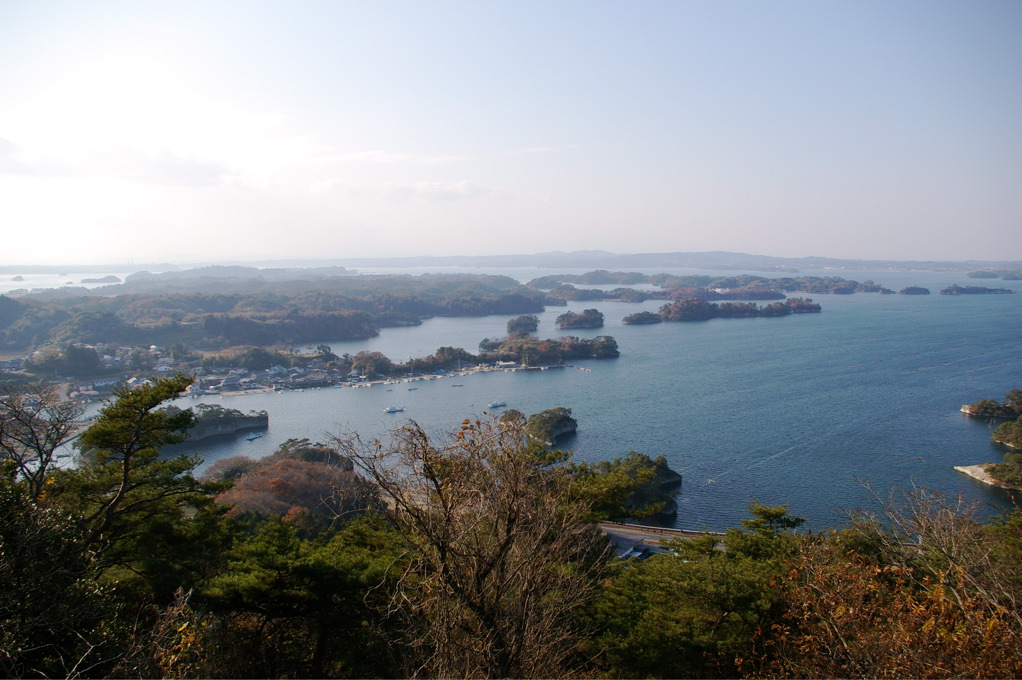
Panorama zatoki z punktu widokowego Ōtakamori (106 m) na wyspie Miyato
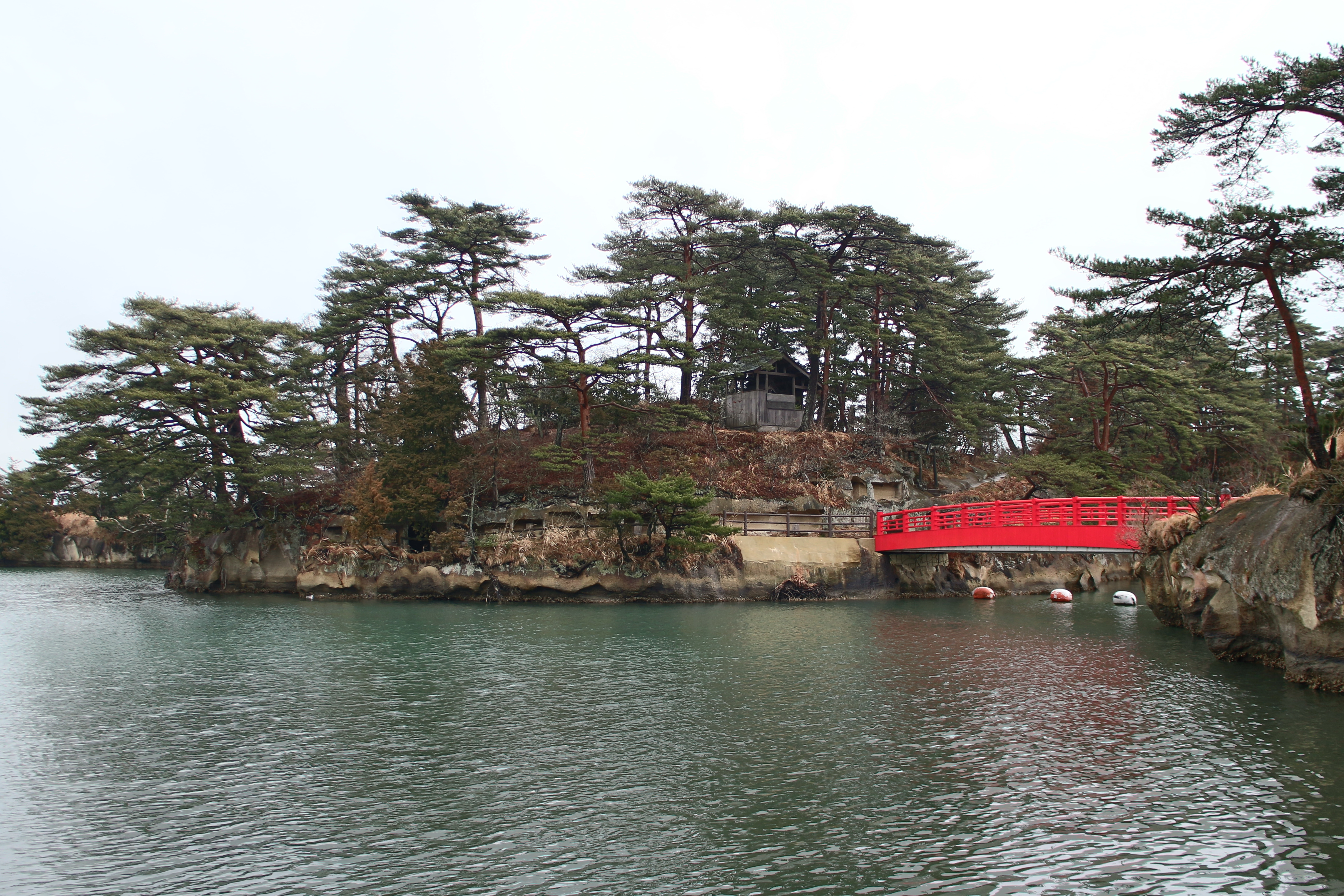
Zatoka Matsushima
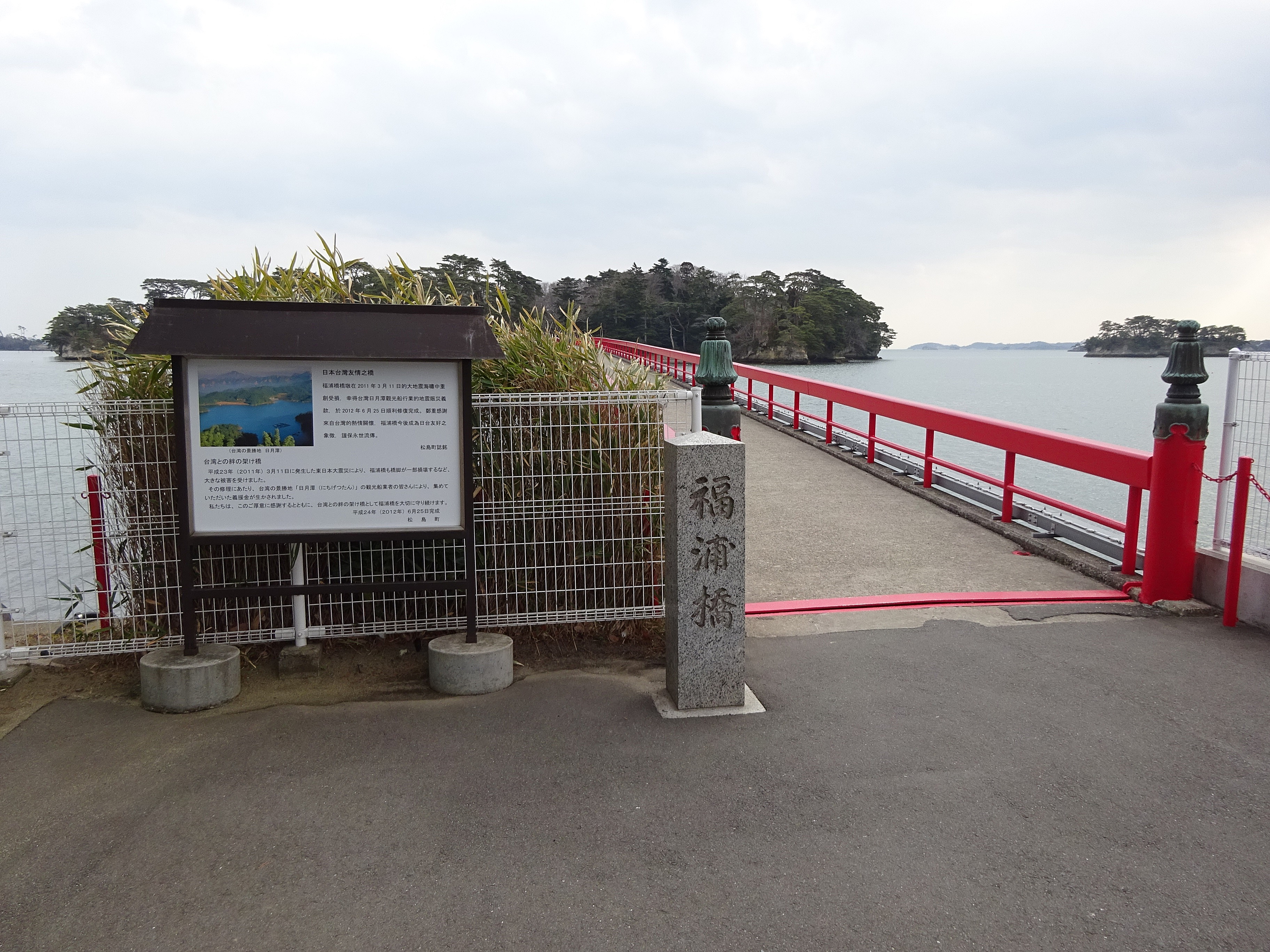
Most Fukuura
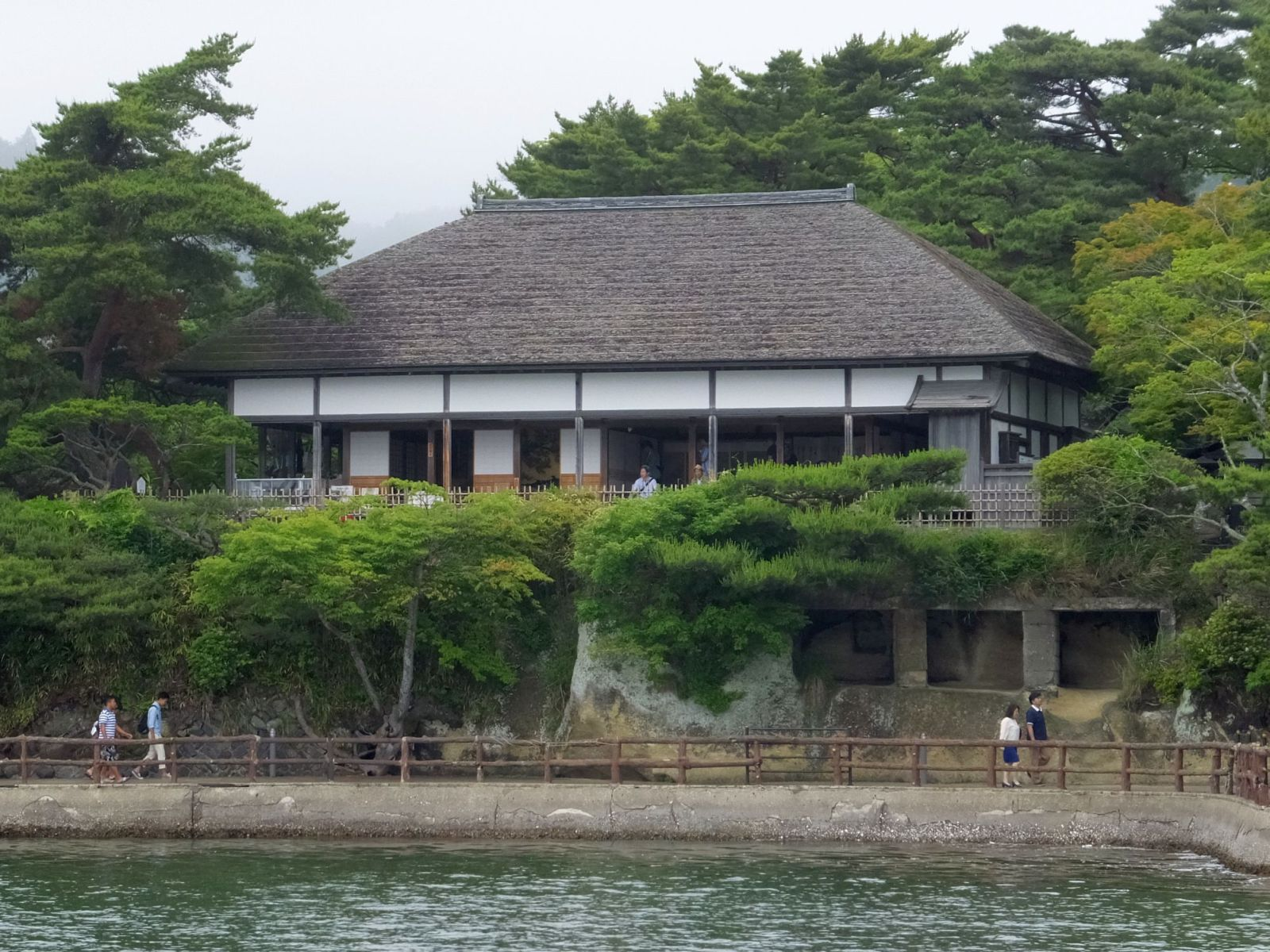
Kanran-tei
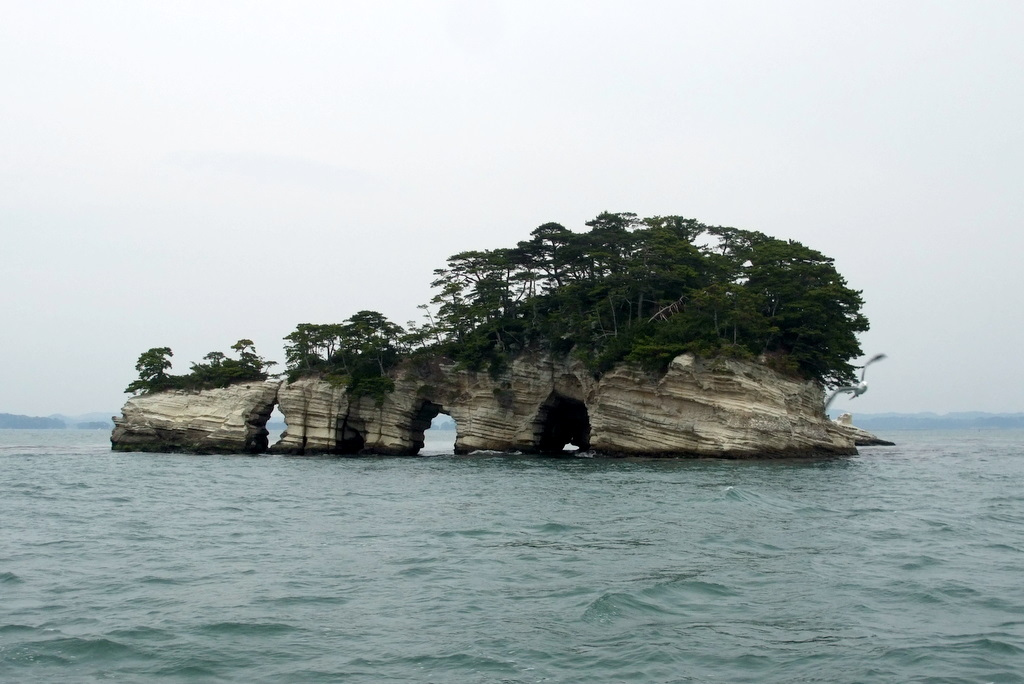
Kane-jima